# George Nichols
George Nichols, o George 'Pop' Nichols (Rockford, 28 ottobre 1864 – Hollywood, 20 settembre 1927), è stato un attore, regista e sceneggiatore statunitense.

## Biografia
Pioniere del cinema muto, oltre duecento i film interpretati, un centinaio quelli diretti; il suo nome è principalmente legato a quello di Charlie Chaplin di cui fu direttore nelle sue prime apparizioni sullo schermo nelle commedie a due rulli della Keystone.
George Nichols fu attivo nel cinema fin dal 1908 come attore; alla Keystone, vi giunse come regista nel 1913, esule dalla Biograph Company come il collega Pathé Lehrman e altri attori, tra i quali Mabel Normand e Fred Mace, venuti a formare il nucleo storico della casa di produzione di Mack Sennett.
Fu regista di Mabel Normand e di Fatty, diresse Chaplin in quattro cortometraggi (Charlot entra nel cinema, Charlot troppo galante, Charlot aristocratico e Charlot innamorato) prendendo il posto del collega Pathé Lehrman che lo diresse nel suo debutto cinematografico. Il rapporto professionale tra i due non fu però felice.

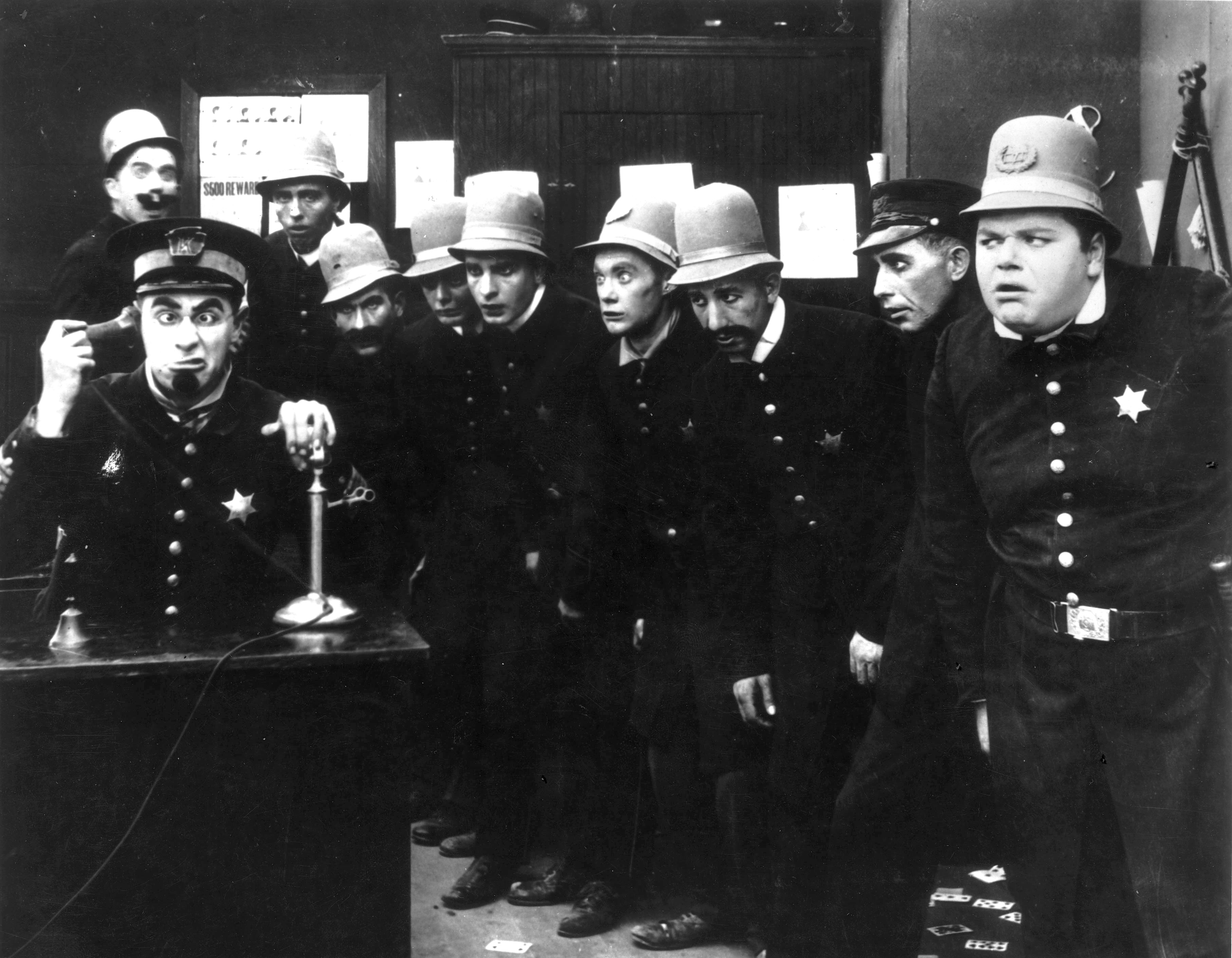
I Keystone Cops

Fuoriuscito dalla Keystone, raggiunse Pathé Lehrman nella casa di produzione da questi fondata nel tardo 1914, la L-KO Comedies, per ritornare poi a collaborare con Sennett e Normand nella loro produzione, inerente al loro affare amoroso: Mickey (1918) e Molly O' del 1921.
La sua ultima apparizione sullo schermo fu in Sinfonia nuziale (The Wedding March) del 1928, per la regia di Erich von Stroheim.
Il figlio, George Nichols Jr., lo seguì nell'arte della regia cinematografica conquistandosi una fetta di rispettabilità, fino a quando un incidente automobilistico nel 1939 ne interruppe l'esistenza.
George 'Pop' Nichols morì il 20 settembre del 1927.

## Filmografia
Secondo l'Internet Movie Database, George Nichols interpretò 220 film tra il 1908 e il 1927 (l'ultima sua interpretazione uscì postuma nel 1928). Da regista, diresse dal 1911 al 1916, 91 film. Firmò anche quattro sceneggiature.